# مطار لونغ أكاه
مطار لونغ أكاه (إياتا: LKH، إيكاو: WBGL) هو مطار يخدم لونغ أكاه في ساراواك، ماليزيا.

## شركات الطيران والوجهات
| شركات الطيران | الوجهات       |
| ------------- | ------------- |
| ماسوينجز      | مارودي ، ميري |